# ادوارد جی لوفگرن
ادوارد جی لوفگرن (انگلیسی: Edward Joseph Lofgren؛ زاده ۱۸ ژانویه ۱۹۱۴–۶ سپتامبر ۲۰۱۶) یک فیزیک‌دان اهل ایالات متحده آمریکا بود.